# Dragon Mining

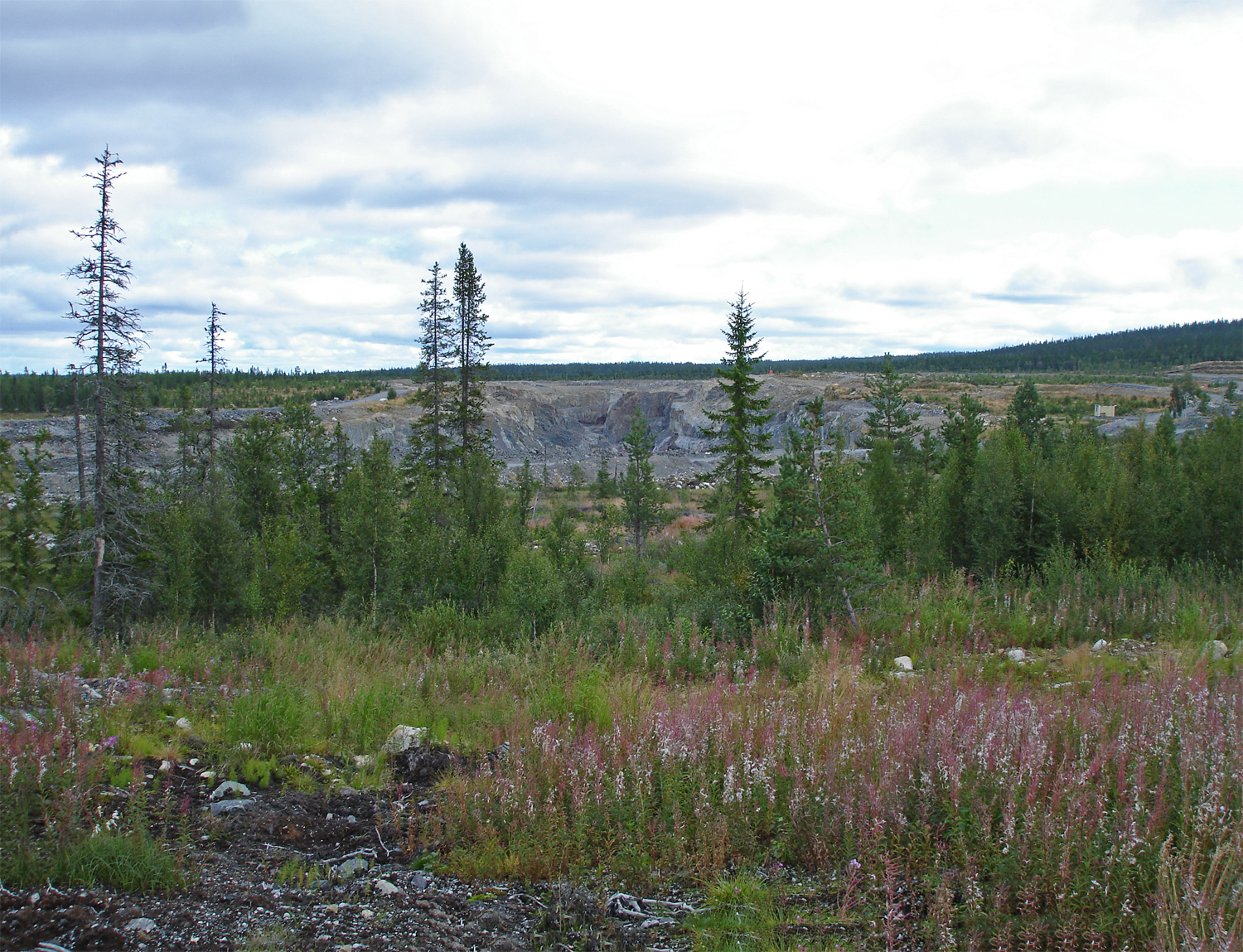
Svartlidengruvan, 2009

Dragon Mining Ltd är ett 1990 grundat australiskt gruvföretag med inriktning på att bryta guldmalm och med verksamhet i Satakunta i Finland och Västerbottens län i Sverige. Det är registrerat i Perth i Western Australia och dess aktier är listade på Hongkongbörsen. 

## Sverige
Dragon Mining har drivit brytning av guldmalm i ovanjordsgruvan Svartliden i Pauträsk i Storumans kommun 2005-2015. Kvar finns anrikningsverket, som från 2024 också anrikar malm från Botnia Explorations gruva Fäbodtjärn 90 kilometer därifrån.
Bolaget har också projektet Fäboliden i Lycksele kommun, som det köpt efter Lappland Goldminers konkurs 2014. Det fick avslag på en ansökan om bearbetningskoncession av Mark- och miljödomstolen vid Umeå tingsrätt 2022 med motivering att lastbilstrafiken med malm till anrikningsverket i Svartliden skulle bli för störande. Året därpå beslöt Mark- och miljööverdomstolen att inte bevilja prövningstillstånd för att ta upp målet.

## Finland
Jokisivugruvan åtta kilometer sydväst om Vittis bryts sedan 2009, efter det att ett 1985 startat prospekteringsprojekt köpts av Outokumpu 2003. Brytning skedde 2009-2011 ovan jord har därefter skett under mark, numera på nivåerna 242 meter och 644 meter.
Gruvan i Orivesi i Birkaland drevs av Outokumpu 1994-2003, då den togs över av Dragon Mining, som i sin tur bröt malm där mellan 2007 och 2019. Dragon Minings ovanjordgruva Kaapelinkulma i Valkeakoski kommun var i produktion 2019-2021.
Anrikningverket i Vammala är en gemensam processanläggning för gruvorna och ligger 65 kilometer nordväst om Kaapelinkulma och 40 kilometer nordost om Jokisuvu.